# Dunaharaszti
Dunaharaszti è una città di 18.889 abitanti situata nella contea di Pest, nell'Ungheria settentrionale.

## Amministrazione

### Testvérvárosai
- Vízkelet, Szlovákia
- Bad Mitterndorf, Ausztria
- Altdorf bei Nürnberg, Németország
- Ónfalva, Románia